# Ixyophora fosterae
Ixyophora fosterae är en orkidéart som först beskrevs av Dodson, och fick sitt nu gällande namn av Patricia A. Harding. Ixyophora fosterae ingår i släktet Ixyophora och familjen orkidéer.
Artens utbredningsområde är Bolivia. Inga underarter finns listade i Catalogue of Life.